# Millimeter
Millimeter (SI-symbol mm) er en måleenhed til måling af længde i metersystemet, der er det samme som en tusindedel meter, der er SI enheden for længde.
En millimeter svarer til 1.000 mikrometer og 1.000.000 nanometer. Der går 25,4 mm på en tomme.
1 mm3 (en kubikmillimeter) er det samme som én mikroliter.
Indenfor meteorologi er en millimeter en måleenhed for nedbør, defineret som 1 liter pr. m² 